# De profundis - Secretum Theophili
De profundis - Secretum Theophili è un'opera buffa in un atto di Sergio Rendine su libretto di Egale Cerroni.

## Storia
Fu composta su commissione del Teatro dell'Opera di Roma.

## Esecuzioni
La prima esecuzione assoluta ebbe luogo al Teatro dell'Opera di Roma nel 2006 diretta da Tito Luigi Giovanni Michelangelo Schipa.

## Personaggi
- L'uomo Nero (cantante)
- L'incognito (basso)
- La donna Mater (soprano)
- Un bambino (voce bianca)
- Prima voce (soprano)
- Seconda voce (mezzosoprano)
- Terza voce (soprano)
- Quarta voce (tenore)
- Quinta voce (attore)
- Sesta voce (attore)